# Dave Turner
Pour les articles homonymes, voir Turner.
Dave Turner est un acteur britannique.
Il est connu pour avoir tourné dans trois films de Ken Loach.

## Biographie
Dave Turner exerce pendant 30 ans le métier de pompier. Il est aussi syndicaliste actif pendant 25 ans à Newcastle.

## Filmographie partielle

### Au cinéma
- 2016 :  Moi, Daniel Blake  de Ken Loach : Harry Edwards
- 2019 :  Sorry We Missed You  de Ken Loach : Magpie
- 2023 :  The Old Oak  de Ken Loach : TJ Ballantyne

## Récompenses et distinctions
- Valladolid International Film Festival 2023 : prix du meilleur acteur pour son rôle dans The Old Oak